# Ochna pulchra
Ochna pulchra là một loài thực vật có hoa trong họ Ochnaceae. Loài này được Hook. mô tả khoa học đầu tiên năm 1843.

## Hình ảnh

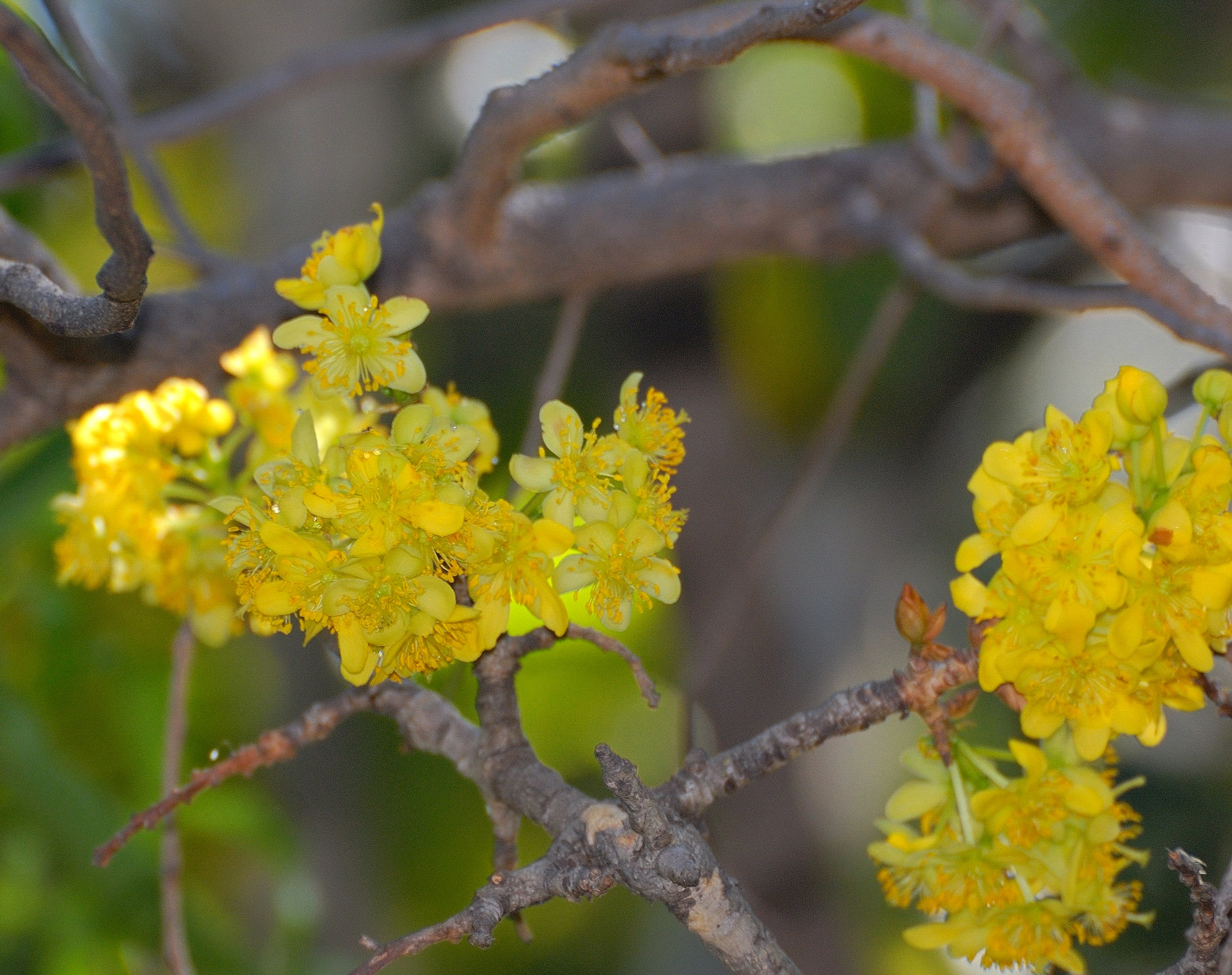
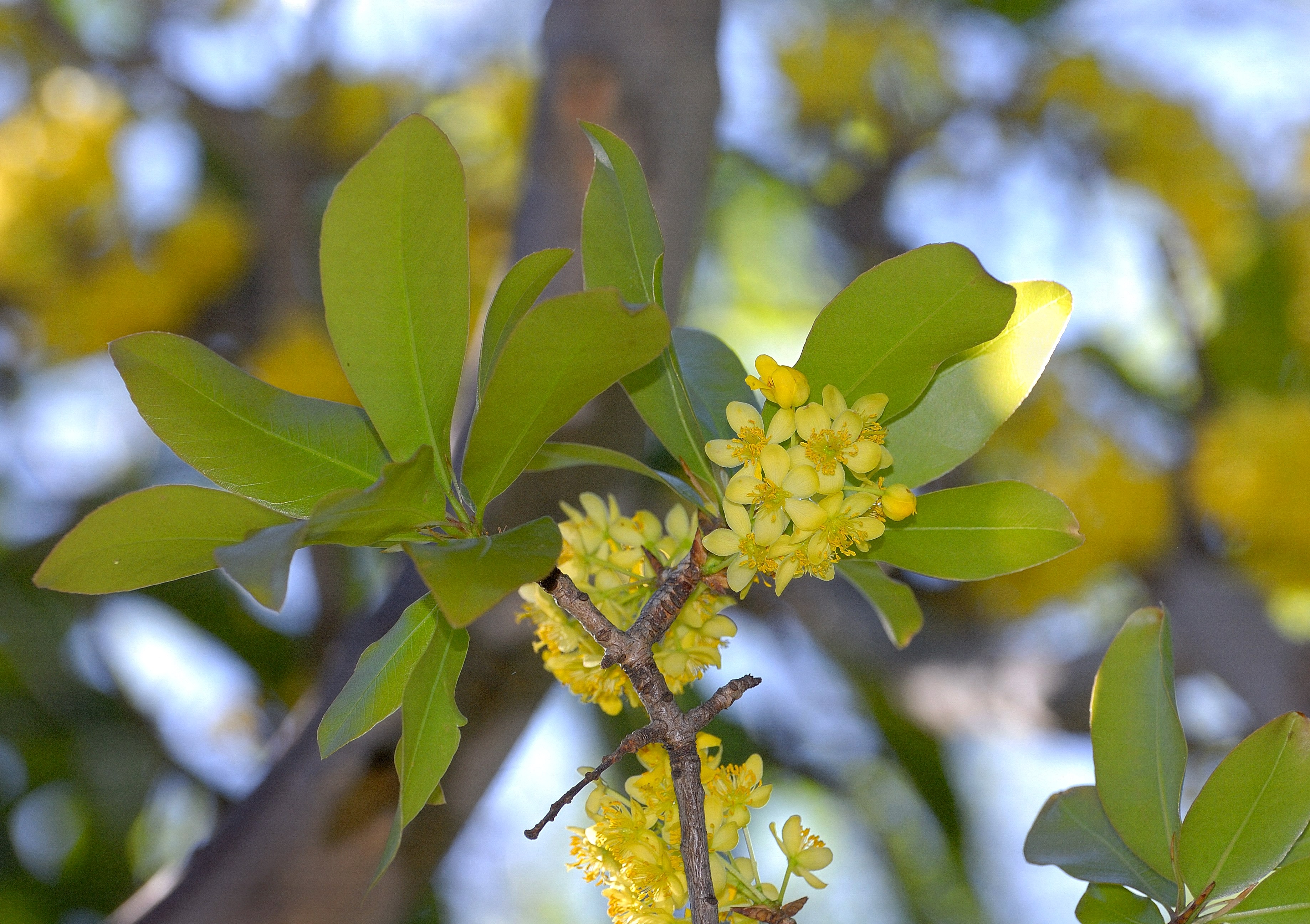
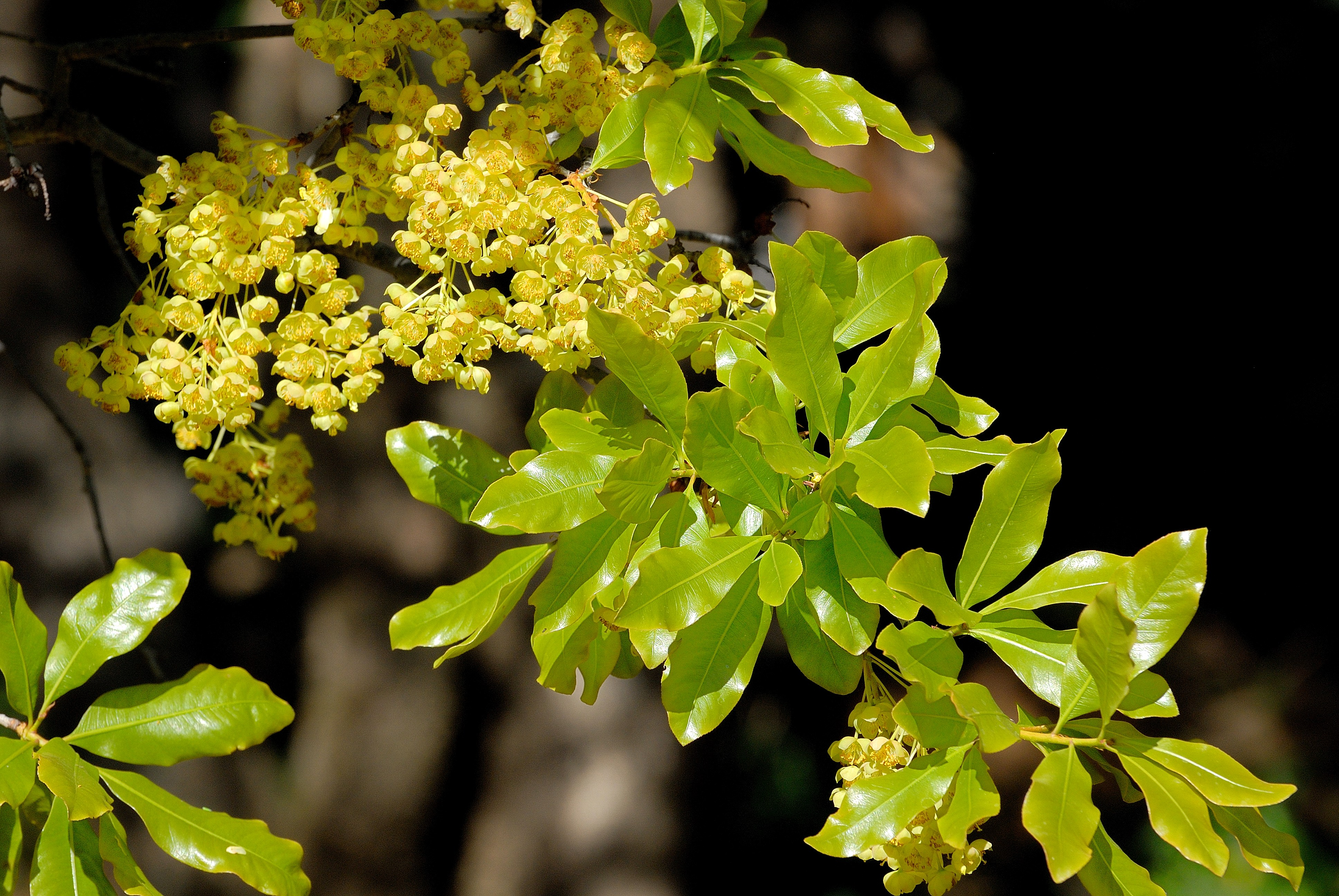
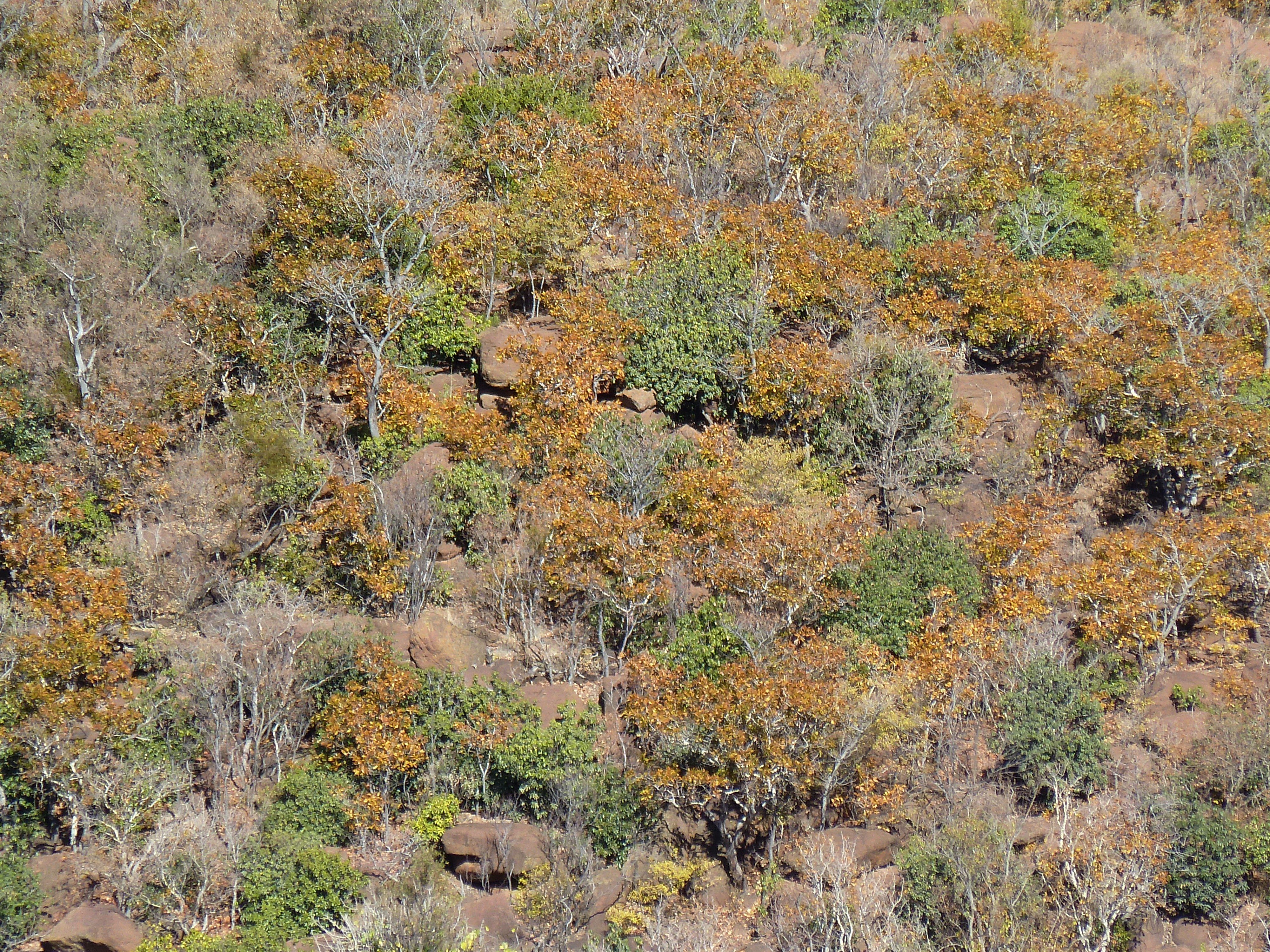